# سیارک ۴۷۲۵
سیارک ۴۷۲۵ (به انگلیسی: 4725 Milone، نامگذاری:1975YE) چهار هزار و هفتصد و بیست و پنجمین سیارک کشف شده‌است که در ۳۱ دسامبر ۱۹۷۵ کشف شد.
قدر مطلق سیارک برابر ۱۲٫۴۰ است.